# Marie-Christine Adam
Pour les articles homonymes, voir Adam (homonymie).
Ne doit pas être confondu avec Christine Adam ou Christine Adams.
Marie-Christine Adam est une actrice française, née le 24 septembre 1950 dans le 16e arrondissement de Paris.

## Biographie
Marie-Christine Adam débute au théâtre au début des années 1970, et se fait repérer par l'équipe d'Au théâtre ce soir, la célèbre émission télévisée à laquelle elle participera en 1973.
Sa carrière évolue entre le théâtre où elle joue des comédies à succès (Boeing Boeing), des classiques (Le Tartuffe, L'Avare, Roméo et Juliette) et quelques apparitions à la télévision. Sa notoriété prend son envol dans le courant des années 1990 où son physique de grande bourgeoise distinguée est très demandé dans les comédies populaires : on la remarque notamment dans Les Trois Frères (dans la célèbre scène du dîner chez Pascal Légitimus), French Kiss, La Vérité si je mens ! 2, Sept ans de mariage... La comédienne obtient un solide second rôle dans la comédie de Pierre Salvadori, Hors de prix, aux côtés d'Audrey Tautou et de Gad Elmaleh. Par la suite, elle interprète aussi bien le rôle de la mère de Mathieu Kassovitz dans La Vie d'une autre que celle d'Alice Taglioni dans Paris-Manhattan. Elle tourne pour Claude Berri, Jean Becker ou James Ivory.
À la télévision aussi elle devient un visage familier, incarnant l'avocate de Marie Trintignant dans Victoire ou la Douleur des femmes et apparaissant dans de nombreuses séries dont H, La Lance de la destinée, Nina... Mais son rôle le plus célèbre, elle l'obtient en 1996 quand, à l'âge de 46 ans, elle incarne Blandine, la mère de Laure Olivier dans la série télévisée Sous le soleil. Elle tiendra ce rôle jusqu'en 2008, année de l'arrêt de la série.
Toujours très active, notamment à la télévision et au théâtre, elle participe également à des activités de doublage et à des spots publicitaires.

## Filmographie
Sauf indication contraire, les informations mentionnées dans cette section peuvent être confirmées par les bases de données cinématographiques IMDb et Allociné,  présentes dans la section « Liens externes ».

### Cinéma

#### Longs métrages
- 1974 : Impossible... pas français de Robert Lamoureux
- 1978 : Freddy de Robert Thomas : Eva De Berg
- 1979 : Les Aventures de Guidon futé (Sois beau et tais-toi) de Jean-Marie Durand : Solange
- 1985 : L'Amour braque d'Andrzej Żuławski : la mère de Marie
- 1987 : Les Deux Crocodiles de Joël Séria : Dorothée
- 1991 : Génération Oxygène de Georges Trillat
- 1991 : Mohamed Bertrand-Duval d'Alex Métayer : Hélène
- 1991 : Une femme parfaite (Sweet Revenge) de Charlotte Brändström : Salesperson
- 1994 : Elles n'oublient jamais de Christopher Frank : Le Guennec
- 1995 : French Kiss de Lawrence Kasdan : la mère de Juliette
- 1995 : Les Trois Frères de Didier Bourdon et Bernard Campan : Sandra
- 1996 : Fantôme avec chauffeur de Gérard Oury : Mme Berthelet
- 1996 : Delphine 1, Yvan 0 de Dominique Farrugia : la mère de Delphine
- 1997 : Comme des rois de François Velle : la journaliste
- 1997 : La Ballade de Titus de Vincent de Brus : Madame le ministre
- 1998 : L'Annonce faite à Marius de Harmel Sbraire
- 1998 : Le Clone de Fabio Conversi : Gwendoline
- 1998 : Le Volcan (Der Vulkan) d'Ottokar Runze
- 1999 : Les Parasites de Philippe de Chauveron : Martine Wurtz
- 1999 : Trafic d'influence de Dominique Farrugia : l'aubergiste
- 1999 : La Débandade de Claude Berri : femme étude
- 2000 : Les Acteurs de Bertrand Blier
- 2000 : Les Razmoket à Paris, le film de Paul Demeyer et Stig Bergqvist
- 2001 : La Vérité si je mens ! 2 de Thomas Gilou : Mme Vierhouten
- 2003 : 7 ans de mariage de Didier Bourdon : Madame Moreau
- 2003 : Le Divorce de James Ivory : Amélie Cosset
- 2003 : Je reste ! de Diane Kurys : la vendeuse de vêtements
- 2005 : L'un reste, l'autre part de Claude Berri : une invitée au cocktail
- 2005 : Au suivant ! de Jeanne Biras : la mère de Jo
- 2006 : Hors de prix de Pierre Salvadori : Madeleine
- 2007 : Deux Jours à tuer de Jean Becker : la mère de Cécile
- 2008 : Disco de Fabien Onteniente : la DRH
- 2009 : Erreur de la banque en votre faveur de Michel Munz et Gérard Bitton : Mme Brière
- 2009 : Neuilly sa mère ! de Gabriel Julien-Laferrière : la mère de Guilain
- 2010 : La Chance de ma vie de Nicolas Cuche : Dominique, la mère de Julien
- 2012 : La Vie d'une autre de Sylvie Testud : Babouchka Speranski
- 2012 : Paris-Manhattan de Sophie Lellouche : Nicole
- 2012 : Le Capital de Costa-Gavras : Mère Diane
- 2013 : Au bonheur des ogres de Nicolas Bary : Miss Hamilton
- 2013 : Prêt à tout de Nicolas Cuche : Irène
- 2015 : Connasse, princesse des cœurs de Noémie Saglio et Éloïse Lang : la mère de Camilla
- 2017 : Baby Phone d'Olivier Casas : Monique
- 2019 : Chambre 212 de Christophe Honoré : La mère de Maria
- 2019 : Joyeuse retraite ! de Fabrice Bracq : Madame Conellas
- 2019 : Docteur ? de Tristan Séguéla : Madame Schneider
- 2022 : Loin du périph de Louis Leterrier : Madame Monge
- 2023 : Little Girl Blue de Mona Achache : Florence Malraux

#### Courts métrages
- 1990 : La Veuve Guillotin
- 1997 : Silver Shadow de Lionel Delplanque
- 2004 : Le Plein des sens
- 2020 : Nouveau départ (Family) de Maud Bettina-Marie : la mère

### Télévision

#### Séries télévisées
- 1976 : Commissaire Moulin : Choc en retour de Jacques Trébouta : Orlane (saison 1, épisode 4)
- 1977 : Recherche dans l'intérêt des familles de Philippe Arnal : Gilberte
- 1978 : Mazarin : Mme de Longueville
- 1990 : Haute tension
- 1990 : Le Lyonnais : Anne
- 1990 : Le Mari de l'ambassadeur : Lucrèce
- 1994 : Une famille formidable
- 1994 : Maigret de Joyce Buñuel : L'assistante d'Antoinette (épisode : Maigret se trompe)
- 1995 : L'Instit de Philippe Triboit : la directrice (épisode : Vanessa, la petite dormeuse)
- 1995 : Nestor Burma
- 1995 : Fils de flic : Irène Meyer
- 1996 - 2008 : Sous le soleil : Blandine Olivier, mère de Laure (saisons 1 à 12 et 14)
- 1998 : Dossier: disparus : Mme Vidampierre
- 1998 : H : la mère de Philippe
- 2000 : Victoire ou la Douleur des femmes : l'avocate de Victoire
- 2001 : Avocats et Associés : la présidente des assises
- 2002 : 72 heures : Sandrine Guenzi
- 2003 : Laverie de famille
- 2003 : Action Justice : Mme Schmidt
- 2004 : Commissaire Valence : Mme Margairaz
- 2004 : Navarro de Jean Sagols : Madame Rouvière (saison 3, épisode 16 : Fascinations)
- 2005 : Maigret de Charles Nemes : Irène Salavin (saison 1, épisode 54 : Maigret et l'étoile du nord)
- 2007 : Suspectes : Hélène Evan
- 2007 : La Lance de la destinée : Catherine Beranger
- 2007 : Les Bleus : Premiers pas dans la police : Mme Magnard
- 2009 : Sœur Thérèse.com : Madame Poivre
- 2010 : Le Roi, l'Écureuil et la Couleuvre : Marie de Maupeou
- 2010 - 2011 : Les Invincibles : Thérèse Boisvert
- 2011 : Julie Lescaut : Mme Flandrin (épisode Sortie de Seine)
- 2012 : Fais pas ci, fais pas ça : la proprio (1 épisode)

- 2013 : Chez Victoire de Vincenzo Marano : Madeleine
- 2014 : RIS police scientifique : la mère d'Émilie (saison 9, épisode 7)
- 2014 : Ça va passer... Mais quand ? de Stéphane Kappes : Jeanne
- 2014 : Joséphine, ange gardien (épisode : Le sourire de la momie)
- 2014 : Commissaire Magellan (épisode : Régime mortel)
- 2015 : Section de recherches de Didier Delaître : Anne-Laure (saison 9, épisode 4)
- 2015-2021 : Nina de Nicolas Picard-Dreyfuss et Éric Le Roux : Gloria Auber
- 2015 : Mes chers disparus de Stéphane Kappes : Mme Rebec
- 2015 : Le Secret d'Élise d'Alexandre Laurent : Ariane Letilleul
- 2018 : Le Parfum de Philipp Kadelbach
- 2019 : Tropiques criminels de Stéphane Kappes : Isabelle
- 2020 : Plus belle la vie : Marie-Christine Walter
- 2020 : Inventing Anna : La guide à Marrakech
- 2021 : Or de lui : Lise
- 2021 : La Guerre des trônes, la véritable histoire de l'Europe  : Madame de Maintenon
- 2024 : La Stagiaire : Anna (saison 9, épisode 3 : Deuxième vie)
- 2024 : The Walking Dead: Daryl Dixon : Didi (saison 2, épisode 4)
- 2025 : Dans de beaux draps de Stéphanie Pillonca : Sybille

#### Théâtre filmé
- 1973 : Au théâtre ce soir : Le Bonheur des autres de Robert Favart : Florine
- 1979 : Au théâtre ce soir : Une nuit chez vous Madame de Jean de Létraz : Christine

#### Téléfilms
- 1977 : Oh Archibald : Annabel
- 1990 : Le Déjeuner de Sousceyrac : Hélène
- 1993 : Des héros ordinaires: Contrôle d'identité : Claire de Vargas
- 1997 : Viens jouer dans la cour des grands : Marie-Christine
- 1997 : L'Enfant perdu : Mme Delbac
- 1998 : Un amour de cousine : Mme Fauconnier
- 1999 : Parents à mi-temps : Chassés-croisés de Caroline Huppert
- 2003 : Les Enfants du miracle : Nicole Duquesnoy
- 2004 : Je serai toujours près de toi : Jacqueline
- 2006 : Nos amis les parents : Toinette
- 2010 : Demain je me marie : Hélène
- 2011 : Moi et ses ex de Vincent Giovanni : la mère d'Alice
- 2012 : La Victoire au bout du bâton de Jean-Michel Verner : Louise
- 2012 : Les Voies impénétrables de Noémie Saglio et Maxime Govare : Mère Yvonne
- 2012 : L'Homme de ses rêves de Christophe Douchand : Carole
- 2012 : Chambre 327 de Benoît d'Aubert : Hélène Marsac
- 2013 : J'adore ma vie de Stéphane Kurc : Annie
- 2015 : Merci pour tout, Charles, d'Ernesto Oña
- 2016 : Les Liens du cœur de Régis Musset : Marie-Claude
- 2023 : À côté de ses pompes de Nathalie Lecoultre : Madeleine Lesquint
- 2023 : Enquête Parallèle de Stéphanie Pillonca-Kervern : Adèle Jaspaing
- 2025 : Vidal, téléfilm de Bénédicte Delmas : la juge

## Doublage

### Cinéma

#### Films
- 1997 : Ice Storm : Elena Hood (Joan Allen)
- 1997 : Le Chacal : la Première dame des États-Unis Emily Cowan (Tess Harper)
- 2002 : Créance de sang : Dr Bonnie Fox (Anjelica Huston)
- 2023 : Il reste encore demain : Franca (Paola Tiziana Cruciani)

#### Film d'animation
- 2023 : Le Garçon et le Héron : Izumi

### Télévision
- 1995 : Les Langoliers : Laurel Stevenson (Patricia Wettig) (mini-série)
- 1999 : Jack & Jill : Cecilia Barrett (Victoria Principal) (1 épisode)
- 2000-2004 : Les Condamnées : Karen Betts (Claire King) (56 épisodes)
- 2001-2002 : Sept à la maison : l'infirmière (Jane Lynch) (4 épisodes)
- 2018-2019 : Castle Rock : Martha Lacy (Frances Conroy) (3 épisodes)

### Publicité
En 2009 et 2010, elle tourne dans les publicités pour les « Gnocchis à poêler » de Panzani et « Câlin plus » de Yoplait. Elle a aussi tourné une publicité pour des BN. En 2021, elle tourne une publicité pour la Nintendo Switch.

## Théâtre
Sauf indication contraire ou complémentaire, les informations mentionnées dans cette section peuvent être confirmées par la base de données Les Archives du spectacle.
- Quand épousez-vous ma femme? de Jean Bernard-Luc et Jean-Pierre Conty, mise en scène Michel Modo, tournée
- 1975 : L'Idiot de Fiodor Dostoïevski, mise en scène Michel Vitold, Théâtre Marigny
- 1976 : Bobosse d'André Roussin, mise en scène Dominique Paturel
- 1977 : Au plaisir Madame de Philippe Bouvard, mise en scène Jean-Marie Rivière, théâtre Michel
- 1977 : Les Vignes du seigneur de Robert de Flers et Francis de Croisset, théâtre Michel
- 1978 : Simon le bienheureux de Simon Gray, mise en scène Michel Fagadau, Théâtre du Gymnase
- 1978 : Boeing Boeing de Marc Camoletti, Comédie-Caumartin : Janet
- 1979 : Tartuffe de Molière, mise en scène Jean Périmony
- 1979 : Une nuit chez vous Madame de Jean de Létraz, mise en scène Jacques Vallois (Au théâtre ce soir)
- 1980 : L'Avare de Molière, mise en scène Philippe Brigaud
- 1980 : Docteur Glass de Michel Perrein mise en scène Jacques Vallois
- 1981 : Un chapeau de paille d'Italie d'Eugène Labiche et Marc-Michel, mise en scène de Guy Kayat, Théâtre 71, Malakoff
- 1983 : Le Vison voyageur de Ray Cooney et John Chapman, mise en scène Jacques Sereys théâtre de la Michodière
- 1984 : Deux hommes dans une valise de Peter Yeldham et Donald Churchill, mise scène Jean-Luc Moreau, théâtre de la Porte-Saint-Martin
- 1985 : Quadrille de Sacha Guitry, mise en scène Raymond Pellegrin, tournée
- 1990 : Roméo et Juliette de William Shakespeare, mise en scène Jean-Paul Lucet, Théâtre des Célestins
- 1991 : Nô modernes de Yukio Mishima, mise en scène Jean-Louis Bihoreau, Hôtel des Monnaies
- 1991 : Les caïmans sont des gens comme les autres de Pierre Pelot et Christian Rauth, mise en scène Jean-Christian Grinevald, Théâtre de la Main d'Or
- 1992 : Le Retour d'Harold Pinter, mise en scène Claude Lesko, Festival d'Avignon
- 2001-2002 : Impair et Père de Ray Cooney, mise en scène Jean-Luc Moreau, théâtre de la Michodière
- 2009 : Actes manqués d'Henri Guybet, mise en scène Annick Blancheteau, Comédie de Paris
- 2017 : Les Monologues du vagin d'Eve Ensler, mise en scène Coralie Miller, Comédie de Paris
- 2019 : Casanova - Le Pardon de Christian Rome, mise en scène Jean-Louis Tribes, théâtre du Lucernaire
- 2021 : Tsunami de Jean-Michel Wanger et Olivier-Martial Thieffin, mise en scène d'Olivier Macé, tournée
- 2022 : La Dernière carte de Marilyne Bal, mise en scène Lucie Muratet, théâtre Barretta (Festival off d'Avignon)